# Amy Mainzer
Amy Mainzer (Mansfield, 2 januari 1974) is een Amerikaanse astronoom, gespecialiseerd in astrofysische instrumentatie en infraroodastronomie. Zij was plaatsvervangend projectwetenschapper voor NASA's Wide-field Infrared Survey Explorer (WISE) en is de hoofdonderzoeker voor de Near-Earth Object Wide-Field Infrared Survey Explorer (NEOWISE), de uitbreiding van WISE voor het bestuderen van kleine planeten en voor de toekomstige Near Earth Object Surveyor-ruimtetelescoopmissie.
Ze presenteerde ook segmenten voor de PBS Kids-serie Ready Jet Go!, waar ze ook wetenschappelijk adviseur en uitvoerend producent voor was.

## Studies en onderzoeksinteresses
Mainzer behaalde een bachelor in de fysica aan de Stanford-universiteit met onderscheiding (1996), een master in astronomie aan het California Institute of Technology (2000) en een doctoraat in astronomie van de Universiteit van Californië - Los Angeles (2003).
Haar onderzoeksinteresses omvatten asteroïden, bruine dwergen, planeetatmosferen, puinschijven, stervorming en het ontwerp en de bouw van nieuwe grond- en ruimtegebaseerde instrumentatie.

## Public Outreach
Ze verschijnt in verschillende afleveringen van de History Channel-serie The Universe. Ze verschijnt ook in de documentaire "Stellar Cartography: On Earth" die is opgenomen in de Star Trek Generations thuisvideo release (maart 2010). Mainzer is ook te zien in de documentaire "For the Love of Spock" uit 2016 over het leven van Leonard Nimoy en de invloed van Spock op de popcultuur, geregisseerd door Leonard Nimoy's zoon Adam Nimoy. Ze is wetenschappelijk adviseur en presentatrice van de live-actie nieuwsitems in de PBS Kids-serie Ready Jet Go!. Ze was de wetenschappelijk adviseur voor de Netflix-film Don't Look Up uit 2021.

## Prijzen en onderscheidingen

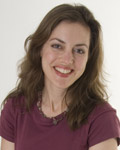
Amy Mainzer

- Onderzoeksbeurs voor afgestudeerden (Graduate Research Fellowship) van de National Science Foundation (1996–1999)[6]
- NASA Graduate Student Research Program Fellowship (2001–2003)
- Lew Allen Award voor Uitmuntendheid (Lew Allen Award for Excellence) (2010)
- NASA-medaille voor uitzonderlijke prestaties (NASA Exceptional Achievement Medal) (2011)
- NASA-medaille voor uitzonderlijke wetenschappelijke prestaties (NASA Exceptional Scientific Achievement Medal) (2012)
- Lid van de American Astronomical Society (2025)[7]
- Talrijke groepsprestatieprijzen voor Spitzer, WISE en NEOWISE

### Asteroïde
Asteroïde 234750 Amymainzer, ontdekt door astronomen van het NEAT-programma bij het Palomar-observatorium in 2002, is naar haar vernoemd.  De officiële naamsvermelding werd op 26 juli 2010 gepubliceerd door het Minor Planet Center (M.P.C. 71353). Ook haar grootouders kregen een asteroïde naar hen vernoemd: 251627 Joyceearl (JPL · 251627).

## Geselecteerde publicaties
- (en) Edward L. Wright, Peter R. M. Eisenhardt, Amy K. Mainzer. The wide-field infrared survey explorer (WISE): mission description and  initial on-orbit performance. Astronomical Journal 140 (6): 1868–1881. ISSN: 0004-6256. DOI: 10.1088/0004-6256/140/6/1868. Wikidata
- (en) T. H. Jarrett, M. Cohen, F. Masci. The Spitzer-WISE survey of the ecliptic poles. Astrophysical Journal 735 (2): 112. ISSN: 0004-637X. DOI: 10.1088/0004-637X/735/2/112. Wikidata
- (en) Michael C. Cushing, J. Davy Kirkpatrick, Christopher R. Gelino. The discovery of Y dwarfs using data from the Wide-field Infrared Survey  Explorer (WISE). Astrophysical Journal 743 (1): 50. ISSN: 0004-637X. DOI: 10.1088/0004-637X/743/1/50. Wikidata

- Library of Congress Control Number: no2024059878
- ORCID: 0000-0002-7578-3885